# One More Sleep
«One More Sleep» — єдиний сингл четвертого студійного та першого різдвяного альбому британської поп-співачки Леони Льюїс — «Christmas, with Love». У США пісня вийшла 5 листопада 2013, в Ірландії та Великій Британії — 29 листопада, у європейських країнах — 2 грудня. Пісня написана Леоною Льюїс, Річардом Станнардом, Іаном Джеймсом, Джезом Ашурстом, Бредфордом Еллісом; спродюсована Річардом "Biff" Станнардом, Ашем Ховсом та Леоною Льюїс.

## Музичне відео
Музичне відео зрежисоване Домініком О'Ріорданом та Ворреном Смітом. Прем'єра музичного відео відбулась 30 листопада 2013 на офіційному обліковому записі Льюїс на відеохостингу Vevo. Станом на червень 2018 музичне відео мало 8,6 мільйонів переглядів на відеохостингу YouTube.

## Список композицій
Версія випущеного синглу
1. "One More Sleep" – 3:59

Стримінг – денс-ремікс
1. "One More Sleep" (ремікс Cahill) – 3:47

"One More Sleep" (ремікси) - міні-альбом
1. "One More Sleep" – 4:01
2. "One More Sleep" (інструментальна версія) – 3:58
3. "One More Sleep" (клубний мікс Cahill) – 6:07
4. "One More Sleep" (версія для радіо від Cahill) – 3:47

## Чарти
| Чарт (2013)                               | Місце |
| ----------------------------------------- | ----- |
| Belgium (Ultratop 50 Flanders) (Фландрія) | 83    |
| Canada (Canadian Hot 100)                 | 92    |
| Irish Singles Chart                       | 19    |
| Scotland (Official Charts Company)        | 3     |
| South Korea International Chart           | 31    |
| UK Singles (Official Charts Company)      | 3     |
| UK Downloads (Official Charts Company)    | 2     |
| US Adult Contemporary (Billboard)         | 10    |
| US Holiday Digital Songs (Billboard)      | 23    |
| Чарт (2014)                               | Місце |
| UK Singles (Official Charts Company)      | 80    |
| UK Downloads (Official Charts Company)    | 64    |
| Чарт (2015)                               | Місце |
| UK Singles (Official Charts Company)      | 83    |
| UK Downloads (Official Charts Company)    | 61    |
| Чарт (2016)                               | Місце |
| UK Singles (Official Charts Company)      | 70    |
| UK Downloads (Official Charts Company)    | 42    |
| Чарт (2017)                               | Місце |
| UK Singles (Official Charts Company)      | 19    |
| UK Downloads (Official Charts Company)    | 68    |

## Продажі
| Країна         | Сертифікація (таблиця продажів та сертифікатів) | Продажі  |
| -------------- | ----------------------------------------------- | -------- |
| Британія (BPI) | Срібло                                          | +320,000 |

## Історія релізів
| Регіон          | Дата              | Формат               | Лейбл                    | Виноски |
| --------------- | ----------------- | -------------------- | ------------------------ | ------- |
| США             | 5 листопада 2013  | Цифрове завантаження | RCA Records              | [ 5 ]   |
| Ірландія        | 29 листопада 2013 | Цифрове завантаження | Sony Music Entertainment | [ 6 ]   |
| Італія          | 29 листопада 2013 | Цифрове завантаження | Sony Music Entertainment | [ 7 ]   |
| Швейцарія       | 29 листопада 2013 | Цифрове завантаження | Sony Music Entertainment | [ 8 ]   |
| Велика Британія | 29 листопада 2013 | Цифрове завантаження | Syco Music               | [ 1 ]   |